# It Might as Well Be Spring (Ike Quebec)
| Recensione | Giudizio |
| ---------- | -------- |
| AllMusic   |          |

It Might as Well Be Spring è un album postumo del sassofonista jazz statunitense Ike Quebec, pubblicato dalla Blue Note Records nel giugno del 1964.

## Tracce

### LP (1964, Blue Note Records, BLP 4105/BST 84105)
Lato A
1. It Might as Well Be Spring – 6:16 (testo: Oscar Hammerstein II – musica: Richard Rodgers)
2. A Light Reprieve – 5:19 (musica: Ike Quebec)
3. Easy - Don't Hurt – 6:04 (musica: Ike Quebec)

Durata totale: 17:39
Lato B
1. Lover Man – 5:53 (James Edward Davis, Ram Ramirez, Jimmy Sherman)
2. Ol' Man River – 6:31 (testo: Oscar Hammerstein II – musica: Jerome Kern)
3. Willow Weep for Me – 5:19 (Ann Ronell)

Durata totale: 17:43
- Durata brani ricavati dalla ristampa su CD pubblicato dalla Blue Note Records nel 2006 (62652)

## Formazione
- Ike Quebec - sassofono tenore
- Freddie Roach - organo
- Milt Hinton - contrabbasso
- Al Harewood - batteria

### Produzione
- Alfred Lion – produzione
- Registrazioni effettuate il 9 dicembre 1961 al Van Gelder Studio di Englewood Cliffs, New Jersey (Stati Uniti)
- Rudy Van Gelder – ingegnere delle registrazioni
- Reid Miles – design copertina album originale
- Francis Wolff – foto copertina album originale
- Nat Hentoff – note retrocopertina album originale[3]